# Grime
A grime az elektronikus zene egy stílusirányzata, amely a 2000-es évek elején lett ismert Londonban. Befolyásolták a stílus alakulását a UK garage, dancehall, jungle, hiphop, drum and bass, illetve ragga műfajok. A stílus gyors, 140 bpm, gyakran agresszív, elektronikus hangzással. A dalszövegek általában a városi élet nehézségeit írják le.
A 2000-es évek közepén Dizzee Rascal, Kano, Lethal Bizzle és Wiley munkájának köszönhetően lett ismert az Egyesült Királyságban. A 2010-es években a műfaj sikeres lett Kanadában is. Évtizedek óta az első nagyobb zenei irányzat, amely az Egyesült Királyságból ered.
Elhatárolható a hiphoptól, tekintve, hogy gyökerei a jungle és UK garage műfajokhoz nyúlnak vissza.

## A grime újjáéledése a 2010-es években
2011-ben megjelent a Lord of the Mics negyedik része, 2006 óta az első. A Lord of the Mics egy grime-sorozat, amelynek műsorvezetője Jammer. Wiley, a LOTM visszatérése által inspirálva, visszahozta az Eskimo Dance rave-et, a 2000-es évekből. Jammer szerint az Eskimo Dance sikere inspirálta a további grime rave-eket.
2013-ban elkezdődött a hangszeres grime visszatérése, mikor több producer elkezdett újra próbálkozni a stílussal. Logos, aki a műfaj újjáéledésének egyik legfontosabb alakja volt, elmondta, hogy a dubstep hanyatlása vezetett a grime újragondolásához. Ugyanebben évben egy kisebb háború alakult ki a stíluson belül Bless Beats és Shizznit producerek között.

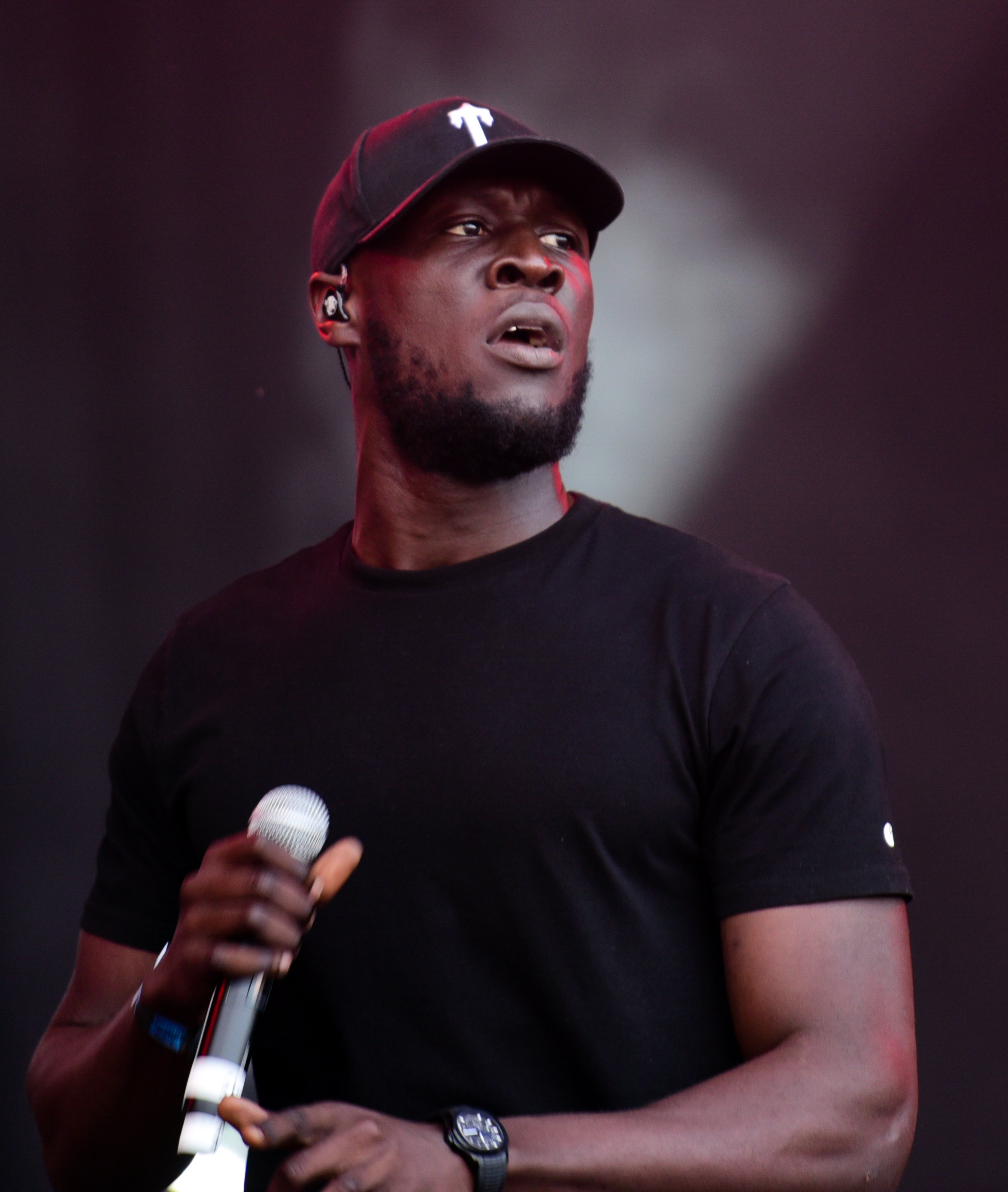
Stormzy 2019-ben

A következő évben a grime elkezdett újra felemelkedni a mainstream zenében, Meridian Dan German Whip című dalának köszönhetően, amely 13. helyig jutott el a Brit kislemezlistán. Két hónappal később Skepta és Jme elérte a 21. helyet a slágerlistán That's Not Me című kislemezükkel. Lethal Bizzle Rari WorkOut dala Jme-vel és Tempa T-vel, 11. helyig jutott a Brit kislemezlistán. A grime előadók egy új hulláma is elkezdett felemelkedni, mint Stormzy, AJ Tracey, Novelist, Jammz és Lady Leshurr.
2015-ben Kanye West több grime előadót is felhívott a színpadra a Brit Awards-on történő fellépése közben. Miután kritizálták a koncertet, Stormzy kiadta Shut Up című kislemezét, amely sikeres lett és nagyban hozzájárult a grime népszerűsítéséhez. Miután a rapper előadta a dalt Anthony Joshua egyik mérkőzése előtt, nyolcadik helyet ért el a Brit kislemezlistán. 2016 februárjában Ministry of Sound és DJ Maximum kiadta a Grime Time válogatásalbumot, amely első helyig jutott az Egyesült Királyságban.
2016 májusában Skepta negyedik stúdióalbuma, a Konnichiwa második helyen debütált a UK Albums Chart-on. Az album elnyerte a 2016-os Mercury-díjat. 2017 januárjában Wiley kiadta Godfather című albumát, amely 9. helyig jutott a slágerlistákon.
2017 februárjában Stormzy kiadta Gang Signs & Prayer című stúdióalbumát, amely az első grime-lemez volt, ami elérte az első helyet a UK Albums Chart-on. A Brit Hanglemezgyártók Szövetsége szerint azon évben 100%-kal emelkedett a grime albumok eladásának száma. A stílus újra mainstreamnek számított.
2018-ra a grime momentuma elkezdett visszaesni, de megnyitott a lehetőségeket olyan új stílusirányzatoknak, mint az afroswing és a UK drill.
2019-ben Stormzy lett az első grime előadó és az első fekete brit férfi, aki headliner volt a Glastonbury Fesztiválon.

## További források
- DJ Target, Grime Kids, Trapeze, 2008. ISBN 978-1-409-17951-1
- Richard Kylea Cowie, Eskiboy, Heinemann, 2017. ISBN 978-1-785-15159-0
- Hattie Collins & Olivia Rose, This Is Grime, Hodder & Stoughton, 2016. ISBN 978-1-473-63929-4
- Wheeler, Cam. "Grime: struggle and commercial success". A Better Break.